# Reggie Evans
Reginald Jamaal "Reggie" Evans é um jogador de basquetebol profissional que atualmente joga no Sacramento Kings da NBA.

## Estatísticas na NBA

### Temporada Regular
| Ano      | Equipe               | PJ  | PT  | MPJ  | AP   | 3P    | LL   | RT   | AS  | BR  | TO  | PPJ |
| -------- | -------------------- | --- | --- | ---- | ---- | ----- | ---- | ---- | --- | --- | --- | --- |
| 2002-03  | Seattle SuperSonics  | 67  | 60  | 20.4 | .471 | .000  | .519 | 6.6  | 0.5 | 0.6 | 0.2 | 3.2 |
| 2003-04  | Seattle SuperSonics  | 75  | 27  | 17.1 | .406 | .000  | .561 | 5.4  | 0.4 | 0.7 | 0.1 | 2.9 |
| 2004-05  | Seattle SuperSonics  | 79  | 79  | 23.8 | .476 | .000  | .534 | 9.3  | 0.7 | 0.7 | 0.2 | 4.9 |
| 2005-06  | Seattle SuperSonics  | 41  | 23  | 19.2 | .509 | .000  | .550 | 6.7  | 0.6 | 0.6 | 0.1 | 5.9 |
| 2005-06  | Denver Nuggets       | 26  | 2   | 23.3 | .453 | .000  | .505 | 8.7  | 0.6 | 0.6 | 0.2 | 5.2 |
| 2006-07  | Denver Nuggets       | 66  | 11  | 17.1 | .544 | .000  | .497 | 7.0  | 0.7 | 0.6 | 0.2 | 4.9 |
| 2007-08  | Philadelphia 76ers   | 81  | 61  | 23.2 | .439 | 1.000 | .467 | 7.5  | 0.8 | 1.1 | 0.1 | 5.2 |
| 2008-09  | Philadelphia 76ers   | 79  | 7   | 14.4 | .440 | .000  | .594 | 4.6  | 0.3 | 0.5 | 0.1 | 3.3 |
| 2009-10  | Toronto Raptors      | 28  | 1   | 11.1 | .493 | .000  | .450 | 3.8  | 0.3 | 0.5 | 0.1 | 3.4 |
| 2010-11  | Toronto Raptors      | 30  | 18  | 26.6 | .408 | .000  | .545 | 11.5 | 1.3 | 1.0 | 0.2 | 4.4 |
| 2011-12  | Los Angeles Clippers | 56  | 0   | 13.8 | .472 | .000  | .507 | 4.8  | 0.3 | 0.6 | 0.1 | 1.9 |
| 2012-13  | Brooklyn Nets        | 80  | 56  | 24.6 | .479 | .000  | .509 | 11.1 | 0.5 | 0.9 | 0.2 | 4.5 |
| 2013-14  | Brooklyn Nets        | 30  | 6   | 13.3 | .390 | .000  | .538 | 5.0  | 0.2 | 0.4 | 0.1 | 2.7 |
| 2013-14  | Sacramento Kings     | 24  | 14  | 20.8 | .527 | .000  | .569 | 7.7  | 0.7 | 1.0 | 0.0 | 5.5 |
| Carreira |                      | 762 | 365 | 19.4 | .468 | .111  | .523 | 7.2  | 0.6 | 0.7 | 0.1 | 4.1 |

### Playoffs
| Ano      | Equipe               | PJ | PT | MPJ  | AP   | 3P   | LL   | RT   | AS  | BR  | TO  | PPJ |
| -------- | -------------------- | -- | -- | ---- | ---- | ---- | ---- | ---- | --- | --- | --- | --- |
| 2004-05  | Seattle SuperSonics  | 11 | 11 | 18.9 | .405 | .000 | .524 | 7.4  | 0.5 | 0.5 | 0.3 | 3.7 |
| 2005-06  | Denver Nuggets       | 5  | 0  | 13.8 | .429 | .000 | .722 | 4.6  | 0.0 | 0.4 | 0.2 | 3.8 |
| 2007-08  | Philadelphia 76ers   | 6  | 0  | 24.7 | .500 | .000 | .625 | 7.8  | 0.5 | 0.8 | 0.0 | 6.8 |
| 2008-09  | Philadelphia 76ers   | 5  | 0  | 7.2  | .222 | .000 | .750 | 2.0  | 0.0 | 0.6 | 0.0 | 1.4 |
| 2011-12  | Los Angeles Clippers | 11 | 0  | 18.0 | .533 | .000 | .425 | 7.3  | 0.1 | 0.8 | 0.5 | 3.0 |
| 2012-13  | Brooklyn Nets        | 7  | 7  | 29.9 | .478 | .000 | .556 | 12.3 | 0.9 | 1.0 | 0.3 | 4.6 |
| Carreira |                      | 45 | 18 | 19.3 | .444 | .000 | .552 | 7.3  | 0.3 | 0.7 | 0.3 | 3.8 |